# Эрнандес Родригес, Луис
Луи́с Эрна́ндес Родри́гес (исп. Luis Hernández Rodríguez; 14 апреля 1989, Мадрид, Испания) — испанский футболист, защитник клуба «Кадис».

## Клубная карьера

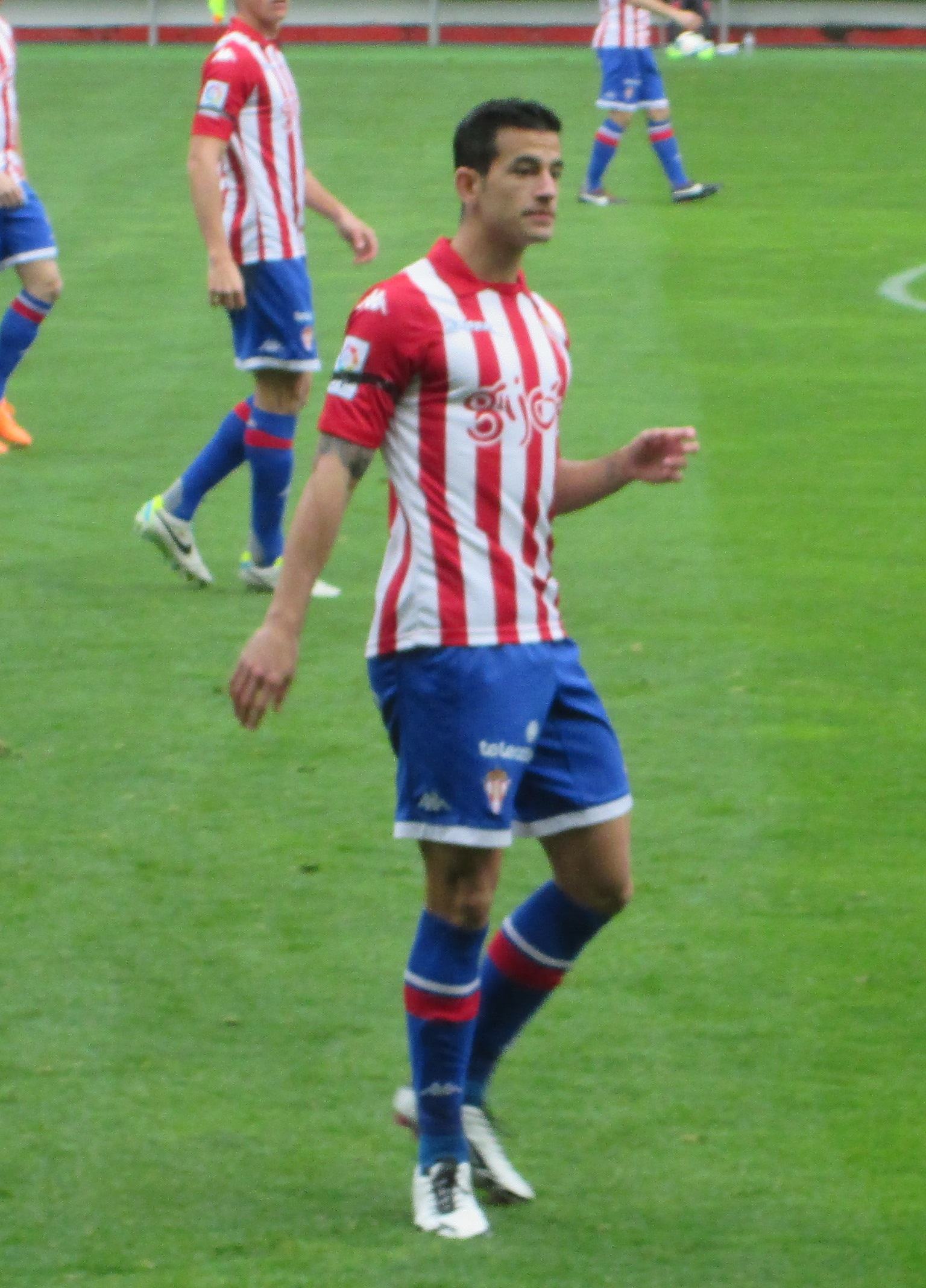
Эрнандес в составе хихонского «Спортинга»

Эрнандес — воспитанник клуба «Реал Мадрид». Из-за высокой конкуренции он выступал за дублирующие команды. Летом 2012 года в поисках игровой практики Луис перешёл в хихонский «Спортинг». 2 сентября в матче против сантандерского «Расинга» он дебютировал в Сегунде. 24 ноября 2013 года в поединке против «Луго» Луис забил свой первый и единственный гол за клуб из Хихона. В 2015 году он помог команде выйти в элиту. 23 августа в матче против своего родного клуба мадридского «Реала» Эрнандес дебютировал в Ла Лиге.
Летом 2016 года после окончания контракта Луис присоединился к английскому «Лестер Сити», подписав соглашение на четыре года. 13 августа в матче против «Халл Сити» он дебютировал в английской Премьер-лиге.
В начале 2017 года Эрнандес вернулся на родину подписав контракт с «Малагой». 27 января в матче против «Осасуны» он дебютировал за новую команду. 17 мая в поединке против «Реал Сосьедад» Луис забил свой первый гол за «Малагу».